# Chiesa di San Valentino (Folgaria)
La chiesa di San Valentino è un luogo di culto 
a Carpeneda, frazione di Folgaria, in Trentino. Appartiene alla zona pastorale Valsugana - Primiero dell'arcidiocesi di Trento e risale alla fine del XV secolo.

## Storia

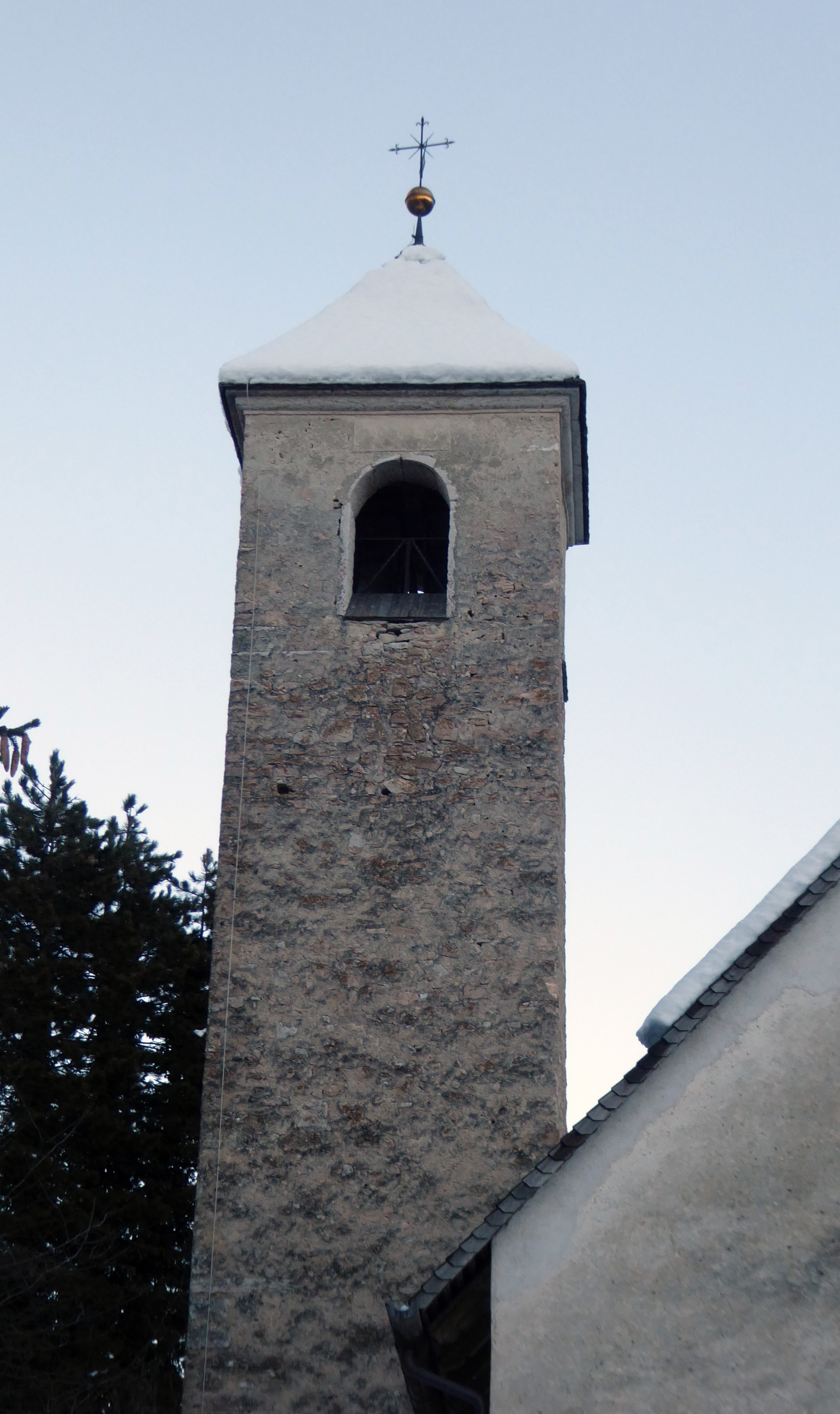
Torre campanaria con finestre a monofora

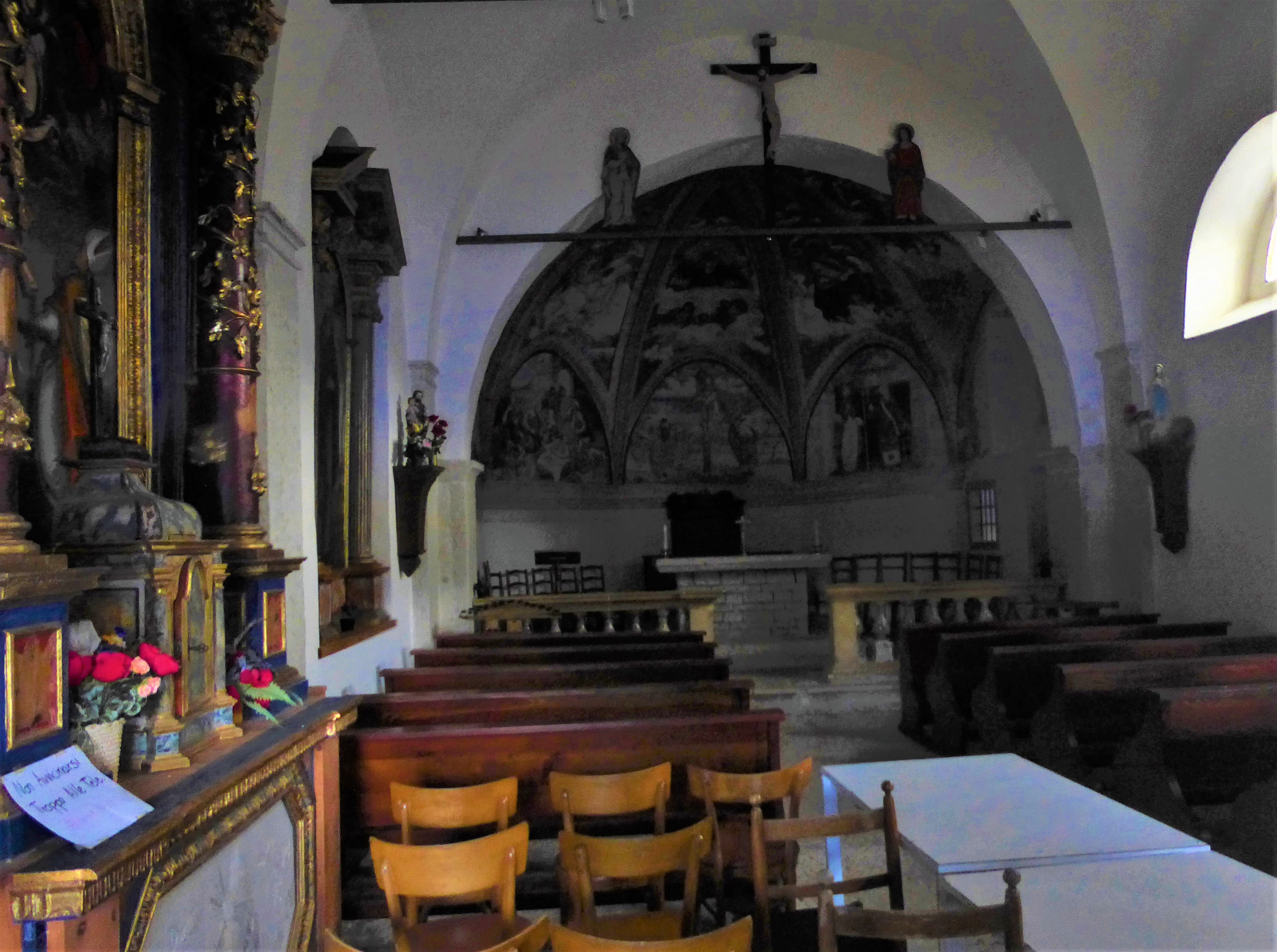
Interno della navata della chiesetta di Carpeneda

La documentazione che cita la primitiva cappella con dedicazione a San valentino nel territorio di Folgaria risale al 1490. La tradizione popolare vuole che sia stata eretta come ex voto da un contadino che avrebbe avuto salvi i suoi due buoi da una caduta nel precipizio vicino. Nella seconda metà del secolo successivo questo primo luogo di culto venne ampliato e la parte presbiteriale fu arricchita di un ciclo di affreschi.
Nel 1637 nuove decorazioni ad affresco vennero realizzate nelle lunette sulla parte sinistra del presbiterio. Nuovamente, attorno al 1733, l'edificio originale fu oggetto di ampliamenti che lo portarono alle dimensioni recenti e, nel 1734, sia la chiesa sia in particolare il suo nuovo altare maggiore vennero benedetti. Circa venti anni più tardi la torre campanaria ebbe la sua prima campana.
Una seconda campana venne installata solo nel 1935. Negli anni settanta la chiesa, dopo un periodo nel quale era stata in parte dimenticata, fu oggetto di un importante lavoro di restauro per sostituire le coperture deteriorate e riparare ai danni dovuti alle infiltrazioni. Nel 1985 la copertura del tetto venne rifatta con nuove scandole di larice e furono poi riparati i danni al campanile causati da un fulmine.
Nei primi anni del XXI secolo la piccola chiesa è stata oggetto di nuovi restauri conservativi per evitare ulteriori danneggiamenti agli interni ed alle parti affrescate.

## Descrizione

### Esterno
Il luogo di culto si trova su uno sperone roccioso affacciato sul Rio Cavallo, nella frazione Carpeneda di Folgaria. Il suo orientamento è verso est.  
Il prospetto principale è semplice, a capanna con due spioventi e caratterizzato da un grande portico retto da due pilastri in pietra.
La torre campanaria si trova sulla parte posteriore sinistra, addossata alla chiesa. La cella campanaria si apre con quattro finestre a monofora. La sagrestia si trova sul lato destro.

### Interno
La navata all'interno è unica, con volta a botte e suddivisa in due brevi campate. L'arco santo porta al presbiterio attraverso una balaustra di tipo preconciliare. Il catino dell'abside presbiteriale è riccamente affrescato con dipinti del XVI e XVII secolo. Tra gli affreschi interessante la raffigurazione dei Santi Carlo Borromero, Valentino e Biagio. Dietro l'altare maggiore la Crocifissione.